# José Pablo Feinmann

Casamiento de José Pablo Feinmann y Marta Zavattaro en 1966

José Pablo Feinmann (Buenos Aires, 29 de marzo de 1943-Buenos Aires, 17 de diciembre de 2021) fue un filósofo, historiador, investigador,  periodista, escritor, guionista, dramaturgo, profesor y conductor de radio y televisión argentino. Sus libros han sido traducidos al inglés, francés, alemán, neerlandés e italiano.

## Biografía
Fue hijo del médico Abraham Feinmann (de religión judía) y de Elena de Albuquerque (brasileña, de religión católica).Fue criado bajo la religión judía ortodoxa.[cita requerida] Su infancia transcurrió en un hogar de clase media del barrio de Belgrano R, junto con su hermano mayor, Enrique, y sus padres.
Fue licenciado  en Filosofía por la Universidad de Buenos Aires, siendo profesor de la misma casa de estudios, entre 1968 y 1974, siendo uno de los protagonistas del movimiento de las Cátedras nacionales, junto a Amelia Podetti y Guillermina Garmendia, entre otros. En 1973 fundó el Centro de Estudios del Pensamiento Latinoamericano (CEPL), en el Departamento de Filosofía de la Universidad de Buenos Aires. Posteriormente trabajó en diversos medios periodísticos.
Fue un activo militante de la Juventud Peronista (JP) en los años 1970, pero siempre se opuso al uso de la violencia, sobre todo a la teoría del foquismo guevarista, el cual ―años después del triunfo de la Revolución cubana― se volvió popular dentro de algunos sectores de la izquierda peronista y marxista, como las guerrillas del Ejército Revolucionario del Pueblo (ERP), Montoneros, las Fuerzas Armadas Revolucionarias, el Ejército Guerrillero del Pueblo y las Fuerzas Argentinas de Liberación.
En 1985 abandonó el Partido Justicialista y  se opuso enérgicamente al gobierno de Carlos Menem durante la década de 1990.
En 2001 recibió el premio Konex de platino en la disciplina Guion de Cine y Televisión, en 2004 el premio Konex (Diploma al Mérito) en la disciplina Ensayo Político y en 2014 otro Diploma al Mérito en la disciplina Ensayo Político y Sociológico.
En 2003 año que comenzó el Kirchnerismo, hizo críticas a Néstor Kirchner y Cristina Fernández que fueron invitados a la tapa de los Personajes del Año de la Revista Gente, el filósofo puso de acuerdo a los Kirchner para no convocar al evento.
Su intensa actividad como guionista cinematográfico, lo llevó a ganar en dos ocasiones el premio de la Asociación de Críticos Cinematográficos de la Argentina. Sus libretos fueron filmados por directores tales como Adolfo Aristarain, Juan Carlos Desanzo, Héctor Olivera y Nicolás Sarquis. Además su novela Ni el tiro del final fue rodada en Nueva York y dirigida por Juan José Campanella, en una coproducción estadounidense-argentina de la que resultó la película Love Walked In (1997), protagonizada por Denis Leary, Aitana Sánchez-Gijón y Terence Stamp.
Ha escrito para la revista Humor. Y escribió para el diario Página/12, sobre todo columnas de opinión y artículos editoriales sobre política, historia, filosofía, literatura, teatro y cine. En 2007 presentó, junto a Cristina Mucci, el programa de televisión El cine por asalto, que tomó su título del libro homónimo escrito, editado y publicado por Feinmann en 2006. En el programa, que se emitía los sábados por la noche, los presentadores elegían una temática específica en cada emisión, y seleccionaban algunas películas relacionadas, las cuales resumían y debatían mediante reflexiones y disquisiciones. Entre 2008 y 2010 presentó y condujo el programa de televisión Cine contexto, el cual fue emitido por Canal 7. Además fue presentador y conductor del programa de radio La creación de lo posible en Radio Continental.
Entre 2008 y 2010 realizó el programa de televisión Cine contexto, el cual fue emitido por Canal 7, y funcionaba como una continuación de El cine por asalto, centrándose en una temática específica abordada en cada programa. Desde 2010 hizo Filosofía aquí y ahora, emitido por el canal Encuentro, del Ministerio de Educación de Argentina. El programa resultó ganador en dos ocasiones de los premios Martín Fierro.
A partir de 2008, y durante 9 temporadas, brindó sus clases magistrales en el programa Filosofía aquí y ahora. El mismo fue considerado un hecho educativo y cultural único en la historia de la televisión argentina y latinoamericana. Además de recibir elogios de sus pares, fue acompañado por un público masivo a nivel nacional y continental que también mudó el éxito hacia YouTube y las redes sociales. Ha sido durante sus 9 temporadas el programa más visto del canal público y educativo Encuentro. Los videos de Filosofía aquí y ahora son los más vistos —relativos a la materia-— en lengua castellana.[cita requerida] Gracias a ellos Feinmann ha cosechado entre el público argentino y latinoamericano, especialmente y particularmente los jóvenes, un grupo grande y amplio de admiradores, fanáticos y discípulos que se nutren a partir de sus clases, de sus enseñanzas, de su visión y de su forma de ver las cosas.
En 2014, Feinmann fue distinguido como Personalidad Destacada de la Cultura de la Ciudad de Buenos Aires.  Sin embargo, declaró que iba a devolver el premio, —al tomar conocimiento que otro de los reconocidos con esa distinción sería el empresario de medios Marcelo Tinelli—, argumentando que «no se puede premiar la anti cultura, el anti pensamiento».  Ese mismo año, Feinmann recibió el Premio Democracia.
Feinmann se denominó a sí mismo como «intelectual libre e independiente y no orgánico de ningún partido político». Trabajó como asesor del presidente Néstor Kirchner durante los dos primeros años de su presidencia. Aunque a partir de 2005 se alejó de la participación activa en política, continuó apoyando las políticas llevadas a cabo por Néstor Kirchner y Cristina Fernández de Kirchner durante sus mandatos. Estuvo al frente del programa radial semanal A Pensar de Todo en Radio Universidad de Córdoba durante el 2015. Y desde 2016 brindó clases a distancia desde su sitio web feinmann.online y escribió y publicó dos contratapas mensuales en Página/12.

## Vida personal
Contrajo matrimonio con Marta Zavattaro, compañera de estudios de la Facultad de Filosofía y Letras de la Universidad de Buenos Aires, en 1966. De esta unión nacieron sus dos hijas, la escritora Virginia Feinmann y la fotógrafa y diseñadora Verónica Feinmann. Se casó en segundas nupcias con la diseñadora y escenógrafa María Julia Bertotto. Además, era primo del padre del periodista Eduardo Feinmann.

## Muerte
Falleció el 17 de diciembre de 2021 a los 78 años, luego de una dura batalla contra un ACV. Desde 2016 estaba alejado de la vida pública por problemas de salud.

## Obras

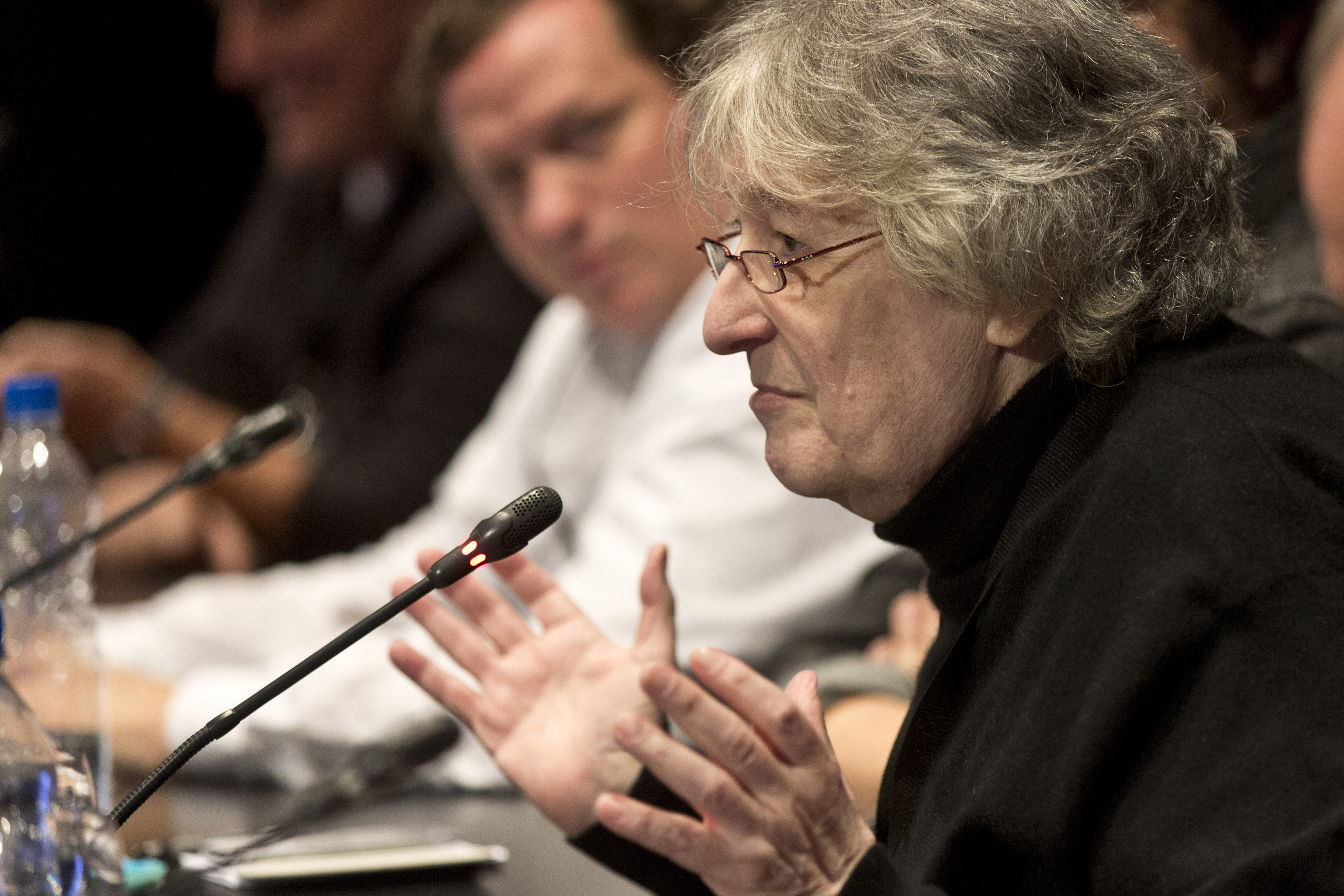
José Pablo Feinmann en la mesa "Pensar la Argentina entre Bicentenarios" (San Miguel de Tucumán, 7 de julio de 2015).

### Novelas
- José Pablo Feinmann junto a sus hijas y al actor Federico Luppi en el set de Últimos Días de la Víctima, de Adolfo Aristarain (1981)Ultimos días de la víctima. (1ª edición). Colihue. 1979. ISBN 978-950-581-705-4.
- Ni el tiro del final. Legasa. ISBN 978-950-600-134-6. (1.ª edición: 1981).
- El ejército de ceniza. (1ª edición). Legasa. 1986. ISBN 978-950-600-089-9.

José Pablo Feinmann junto a sus hijas y al actor Federico Luppi en el set de Últimos Días de la Víctima, de Adolfo Aristarain (1981)

- La astucia de la razón. (1ª edición). Aguilar, Altea, Taurus, Alfaguara, S.A. de Ediciones. 1990. ISBN 9789505110919.
- El cadáver imposible. (1ª edición). Arte Gráfico Editorial Argentino. 1992. ISBN 978-950-782-005-2.
- Los crímenes de Van Gogh. (1ª edición). Planeta. 1994. ISBN 978-950-742-448-9.
- El mandato. (1ª edición). Grupo Editorial Norma. 2000. ISBN 978-987-9334-54-6.
- La crítica de las armas. (1ª edición). Grupo Editorial Norma. 2003. ISBN 978-987-545-099-8.
- La sombra de Heidegger. (1ª edición). Seix Barral. 2005. ISBN 978-950-731-458-2.
- Timote: secuestro y muerte del general Aramburu. (1ª edición). Planeta. 2009. ISBN 978-950-49-2009-0.
- Carter en New York. (1ª edición). Planeta. 2009. ISBN 978-950-49-2124-0.
- Carter en Vietnam. (1ª edición). Planeta. 2009. ISBN 978-950-49-2159-2.
- Días de infancia. (1ª edición). Planeta. 2012. ISBN 978-950-49-2837-9.
- Bongo - Infancia en Belgrano R y otros cuentos y nouvelles. (1ª edición). Planeta. 2014. ISBN 978-950-49-4252-8.Timote. (1ª edición). Planeta. 2020. ISBN 978-950-49-6990-7.

### Ensayos
- El peronismo y la primacía de la política (1ª edición). 1974.[18]
- Filosofía y nación (1ª edición). Legasa. 1982. p. 200. ISBN 978-950-600-003-5.
- Estudios sobre el peronismo (1ª edición). Legasa. 1983. p. 192. ISBN 978-950-600-021-9.
- El mito del eterno fracaso (1ª edición). Legasa. 1985. p. 256. ISBN 978-950-600-047-9.
- La creación de lo posible (1ª edición). Legasa. 1986. p. 320. ISBN 978-950-600-082-0.
- López Rega, la cara oscura de Perón (1ª edición). Legasa. 1987. p. 128. ISBN 978-950-600-095-0.
- Escritos para el cine (1ª edición). Punto Sur. 1988. p. 210. ISBN 978-950-9889-13-2.
- Ignotos y famosos. Política, posmodernidad y farándula en la nueva Argentina (1ª edición). Grupo Editorial Planeta. 1994. p. 224. ISBN 978-950-742-585-1.
- La sangre derramada (1ª edición). Ariel. 1999. p. 368. ISBN 978-950-9122-60-4.
- Dos destinos sudamericanos (1ª edición). Grupo Editorial Norma. 1999. p. 220. ISBN 978-987-9334-42-3.
- Pasiones de celuloide (1ª edición). Grupo Editorial Norma. 2000. p. 380. ISBN 978-987-9334-89-8.
- Escritos imprudentes: Argentina, el horizonte y el abismo (1ª edición). Grupo Editorial Norma. 2002. p. 580. ISBN 978-987-545-052-3.
- Sabor a Freud (1ª edición). Grupo Editorial Norma. 2002. p. 96. ISBN 978-987-545-055-4.
- La historia desbocada 2000-2002 - Crónicas de la desglobalización (1ª edición). Capital Intelectual. 2004. p. 96. ISBN 978-950-99670-4-5.
- Claves para todos (1ª edición). Capital Intelectual. p. 96. ISBN 978-950-99670-1-4.
- Escritos imprudentes 2 (1ª edición). Grupo Editorial Norma. 2005. p. 400. ISBN 978-987-545-214-5.
- ¿Qué es la filosofía? (1ª edición). Prometeo Libros. 2006. p. 254. ISBN 978-987-574-088-4.
- El cine por asalto (1ª edición). Planeta. 2006. p. 304. ISBN 978-950-49-1486-0.
- La filosofía y el barro de la historia (1ª edición). Planeta. 2008. p. 816. ISBN 978-950-49-1969-8.
- Peronismo. Filosofía política de una persistencia argentina, tomo 1 (1ª edición). Planeta. 2010. p. 744. ISBN 978-950-49-2378-7.
- Peronismo. Filosofía política de una persistencia argentina, tomo 2 (1ª edición). Planeta. 2011. p. 864. ISBN 978-9504927600.
- Siempre nos quedará París (1ª edición). Capital Intelectual. 2011. p. 344. ISBN 978-987-614-284-7.
- El flaco. Diálogos irreverentes con Néstor Kirchner (1ª edición). Planeta. 2011. p. 320. ISBN 978-950-49-2549-1.
- Historia y pasión - La voluntad de pensarlo todo (1ª edición). Planeta. 2013. p. 424. ISBN 978-950-49-3087-7. En coautoría con Horacio González
- Filosofía política del poder mediático (1ª edición). Planeta. 2013. p. 664. ISBN 978-950-49-3612-1.
- Gershwin, ensayo sobre su obra y su tiempo (1ª edición). Editorial Octubre. 2015. p. 344. ISBN 978-987-45677-2-7.
- Crítica del neoliberalismo (1ª edición). Planeta. 2016. p. 384. ISBN 978-950-49-5509-2.
- La condición argentina (1ª edición). Planeta. 2017. p. 328. ISBN 978-950-49-5889-5.
- Una filosofía para América Latina (1ª edición). Planeta. 2018. p. 208. ISBN 978-950-49-6220-5.
- Filosofía y derechos humanos (1ª edición). Planeta. 2019. p. 192. ISBN 978-950-49-6616-6.

### Cine
- 1982: Últimos días de la víctima.
- 1984: En retirada.
- 1985: Luna caliente.
- 1987: Tango bar.

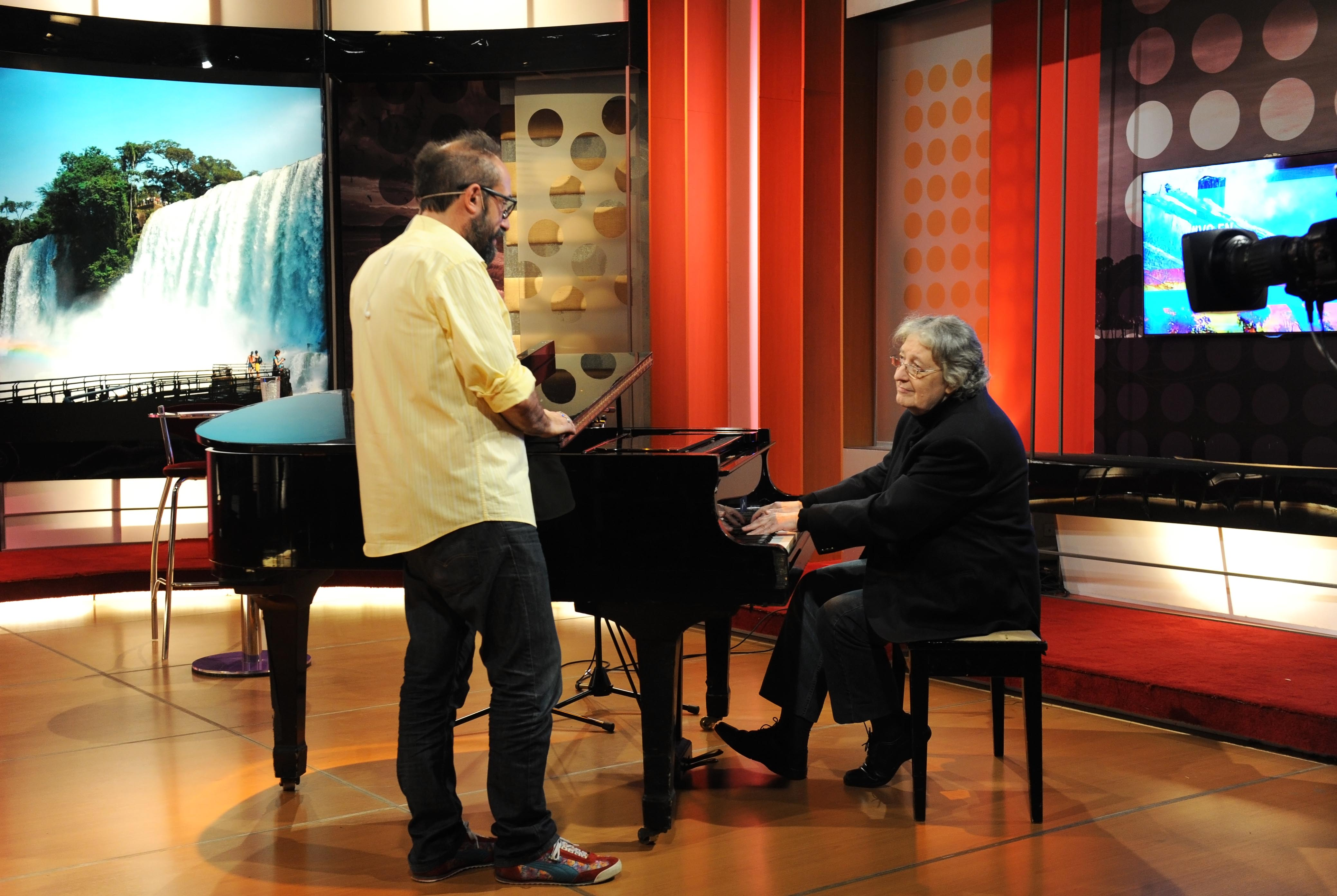
Feinmann toca el piano en el programa Vivo en Argentina, en el año 2012.

- 1988: Matar es morir un poco (en inglés Two to tango, coproducción de Argentina y Estados Unidos).
- 1989: Cuerpos perdidos (Corps perdus, coproducción de Argentina y Francia).
- 1990: Negra medianoche (Play Murder for Me, coproducción de Argentina y Estados Unidos).
- 1992: Al filo de la ley.
- 1994: Facundo, la sombra del tigre.
- 1996: Eva Perón.
- 1999: El visitante.
- 1999: Ángel, la diva y yo.
- 2000: El amor y el espanto.
- 2004: Ay, Juancito.

### Teatro
- 1998: Cuestiones con Ernesto “Che” Guevara.
- 2002: Sabor a Freud.

### Televisión
- El cine por asalto (2007).
- Cine contexto (2008-2010).
- Filosofía aquí y ahora (2010-2016).[19]